# 偽性偽性副甲状腺機能低下症
偽性偽性副甲状腺機能低下症（PPHP, pseudopseudohypoparathyroidism）は、遺伝性疾患であり 、偽性副甲状腺機能低下症（PHP）との症状の類似性に因んで名付けられた。PHPでしばしば見られるような副甲状腺ホルモン（PTH）抵抗性はないが、より適切にはオルブライト遺伝性骨異栄養症（AHO）であると言える。偽性偽性副甲状腺機能低下症という用語は、患者が偽性副甲状腺機能低下症1a型の表現型を有していながら、（その表現型からは予想外に）正常なカルシウム値やPTH値等のラボデータを持っている病態を説明する為に使用される。
低身長や短指症、皮下石灰化、肥満など同じ一連の症状と徴候を示す為、AHOまたはPHP 1a型の変種と見なし得る。

## 症状
偽性偽性副甲状腺機能低下症は、他の病態と比較する事でよく理解できる。
| 病態                       | 病態                       | 外観       | PTHレベル | カルシトリオール | カルシウム | リン酸 | インプリンティング                       |
| -------------------------- | -------------------------- | ---------- | --------- | ---------------- | ---------- | ------ | ---------------------------------------- |
| 副甲状腺機能低下症         | 副甲状腺機能低下症         | 正常       | 低い      | 低い             | 低い       | 高い   | 適用できない                             |
| 偽性副甲状腺機能低下症     | 1a型                       | 骨格の欠陥 | 高い      | 低い             | 低い       | 高い   | 母親由来の欠損遺伝子（ GNAS1 ）          |
| 偽性副甲状腺機能低下症     | 1b型                       | 正常       | 高い      | 低い             | 低い       | 高い   | 母親由来の欠損遺伝子（ GNAS1及びSTX16 ） |
| 偽性副甲状腺機能低下症     | 2型                        | 正常       | 高い      | 低い             | 低い       | 高い   | ？                                       |
| 偽性偽性副甲状腺機能低下症 | 偽性偽性副甲状腺機能低下症 | 骨格の欠陥 | 正常      | 正常             | 正常       | 正常   | 父親由来の欠損遺伝子                     |

ホルモン抵抗性は偽性偽性副甲状腺機能低下症では見られない。低身長が存在するだろう。肥満は偽性偽性副甲状腺機能低下症では偽性副甲状腺機能低下症程一般的ではない。皮膚骨腫が存在するであろう。

## 遺伝学

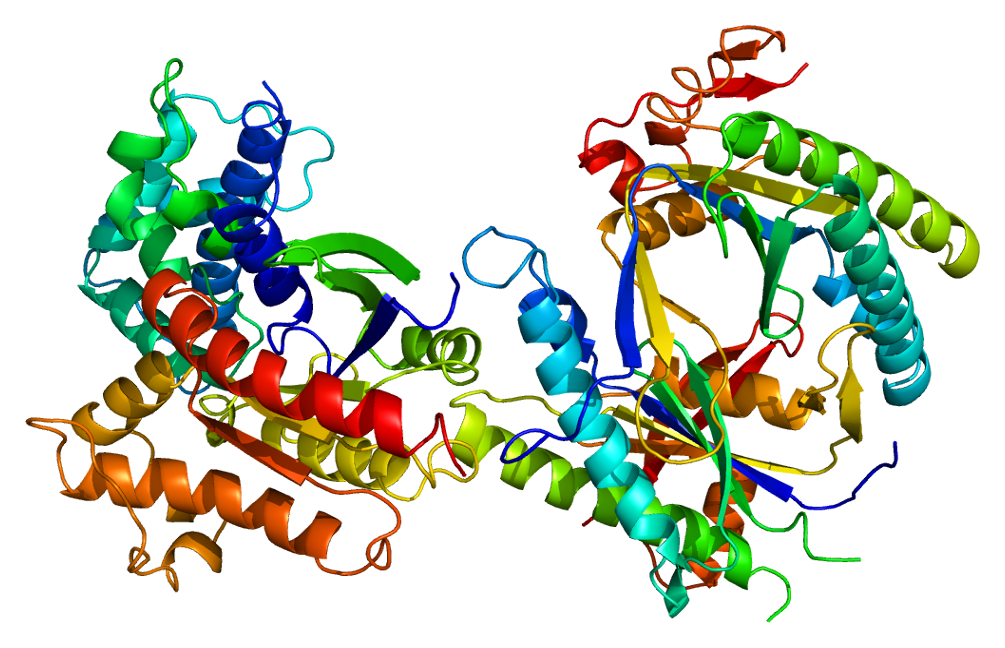
GNAS蛋白

偽性副甲状腺機能低下症の男性は、インプリンティング（刷り込み）された不活性な形ではあるが、欠陥のあるGNAS遺伝子を子供に渡す可能性が50％ある。この遺伝子を受け取った彼の子供は必ず偽性偽性副甲状腺機能低下症になる（優性遺伝）。これが娘であれば必ず50％の確率で減数分裂中の卵中で父方由来の遺伝子から母方由来にインプリンティングパターンが変化するので今度は偽性副甲状腺機能低下症1a型として子供に受け継ぐ事になるだろう。この遺伝子は受け継いだ子供で必ず再活性化される。
偽性偽性副甲状腺機能低下症と偽性副甲状腺機能低下症1a型はどちらも同じGNAS遺伝子に関与するが 、偽性偽性副甲状腺機能低下症は腎臓の正常な母方対立遺伝子のおかげで正常なカルシウム恒常性を示す。

## 病態生理
偽性副甲状腺機能低下症1a型と偽性偽性副甲状腺機能低下症の両方に関与するGNAS1遺伝子は、ゲノムインプリンティングの影響を大きく受ける。偽性副甲状腺機能低下症の父親が精子形成を行うと、彼のGNAS1遺伝子はインプリンティングにより機能的であれ欠陥であれ何れのコピーも不活性化される。体内の組織はGNAS1遺伝子の異なるコピーを選択的に再活性化する。腎臓は、（偽性偽性副甲状腺機能低下症では機能的な）母方由来のコピーを選択的に活性化する一方、（偽性偽性副甲状腺機能低下症では欠陥のある）父方由来の遺伝子は刷り込まれたまま不活性に保つ。これは偽性偽性副甲状腺機能低下症でない正常な個体であっても同様である。母方由来のGNAS1遺伝子は機能的であるため、腎臓におけるカルシウムとリン酸の取り扱いは正常であり、偽性偽性副甲状腺機能低下症では恒常性が維持される。しかし他の組織では欠陥遺伝子も用いるので、殆どの組織でGNAS1転写産物のハプロ不全を引き起こし、偽性副甲状腺機能低下症1a型の表現型を呈する。その結果PTHに対する尿中cAMPの正常な反応や正常な血清PTH値も取る。

## 診断
診断はオルブライト遺伝性骨異栄養症（AHO）の偽型の存在に基づいてなされるが、PTH抵抗性は欠く。カルシウム、リン酸、PTH等の血液検査で偽性副甲状腺機能低下症の他の形態を除外する。 X線では短い第4中手骨を示し得る。遺伝子検査ではGNAS遺伝子変異を示して診断を確認できる。

## 治療
治療は症状に焦点を当て、遺伝カウンセリングが推奨される。

## 歴史
それは1952年にFuller Albrightによって「偽性偽性副甲状腺機能低下症」（ハイフン付きのpseudo-pseudohypoparathyroidism）として記載された  。